# Гейдаров Назар Гейдар огли
Назар Гейдар огли Гейдаров (1896, селище Гюрджулу Зангезурського повіту Єлизаветпольської губернії, тепер Азербайджан — 30 грудня 1968, місто Баку, тепер Азербайджан) — радянський діяч, голова Президії Верховної ради Азербайджанської РСР. Депутат Верховної ради Азербайджанської РСР. Депутат Верховної ради СРСР 2—3-го скликань (в 1949—1954 роках), заступник голови Президії Верховної ради СРСР в 1950—1954 роках.

## Біографія
Народився в селянській родині. У 1913—1918 роках працював на Балаханських нафтових промислах (біля Баку). У 1918—1920 роках проводив революційну роботу серед селян Зангезура.
Член РКП(б) з 1919 року.
У 1920 році — голова Кубатлинського революційного комітету Азербайджанської СРР.
У 1921—1923 роках — секретар Кубатлинського повітового комітету КП(б) Азербайджану; голова виконавчого комітету Кубатлинської повітової ради; інструктор ЦК КП(б) Азербайджану.
У 1924—1926 роках — голова виконавчого комітету Агдаської повітової ради Азербайджанської СРР.
У 1926—1927 роках — голова виконавчого комітету Шушинської районної ради та заступник голови виконавчого комітету обласної ради Нагірно-Карабахської автономної області.
У 1927—1928 роках — на відповідальній посаді в Центральному виконавчому комітеті Азербайджанської СРР.
У 1928—1931 роках — студент Всесоюзної Промислової академії імені Сталіна, студент Московського нафтового інституту.
У 1931—1949 роках — директор нафтового промислу імені В. М. Молотова в Баку; голова правління тресту «Азізбековнафта»; голова профспілки об'єднання «Азнафта»; голова правління тресту «Кіровабаднафта» Азербайджанської РСР.
18 травня 1949 — 9 березня 1954 року — голова Президії Верховної ради Азербайджанської РСР.
У 1954—1959 роках — заступник голови правління тресту «Азтехпостачнафта».
З 1960 року — персональний пенсіонер в місті Баку.

## Нагороди
- орден Леніна
- орден Трудового Червоного Прапора
- медалі